# Zachary Quinto
Zachary John Quinto (Pittsburgh, 2 giugno 1977) è un attore e produttore cinematografico statunitense.
È noto soprattutto per aver interpretato il ruolo di Sylar in Heroes (2006-2010) e per essere stato tra i protagonisti di American Horror Story: Asylum (2012), di Ryan Murphy, interpretando il dottore dell'Istituto Psichiatrico di Briarcliff Oliver Thredson. Ha inoltre interpretato il giovane Spock nei film Star Trek (2009), Into Darkness - Star Trek (2013) e Star Trek Beyond (2016).

## Biografia
Quinto, metà italiano metà irlandese, è nato a Pittsburgh, Pennsylvania, dove ha vissuto con sua madre Margo e suo fratello Joe. Si è diplomato alla Central Catholic High School classe 1995, ha poi frequentato la School of Drama della Carnegie Mellon University dove si è laureato nel 1999. Suo padre, John, era un barbiere e morì di cancro quando Zachary aveva 7 anni.

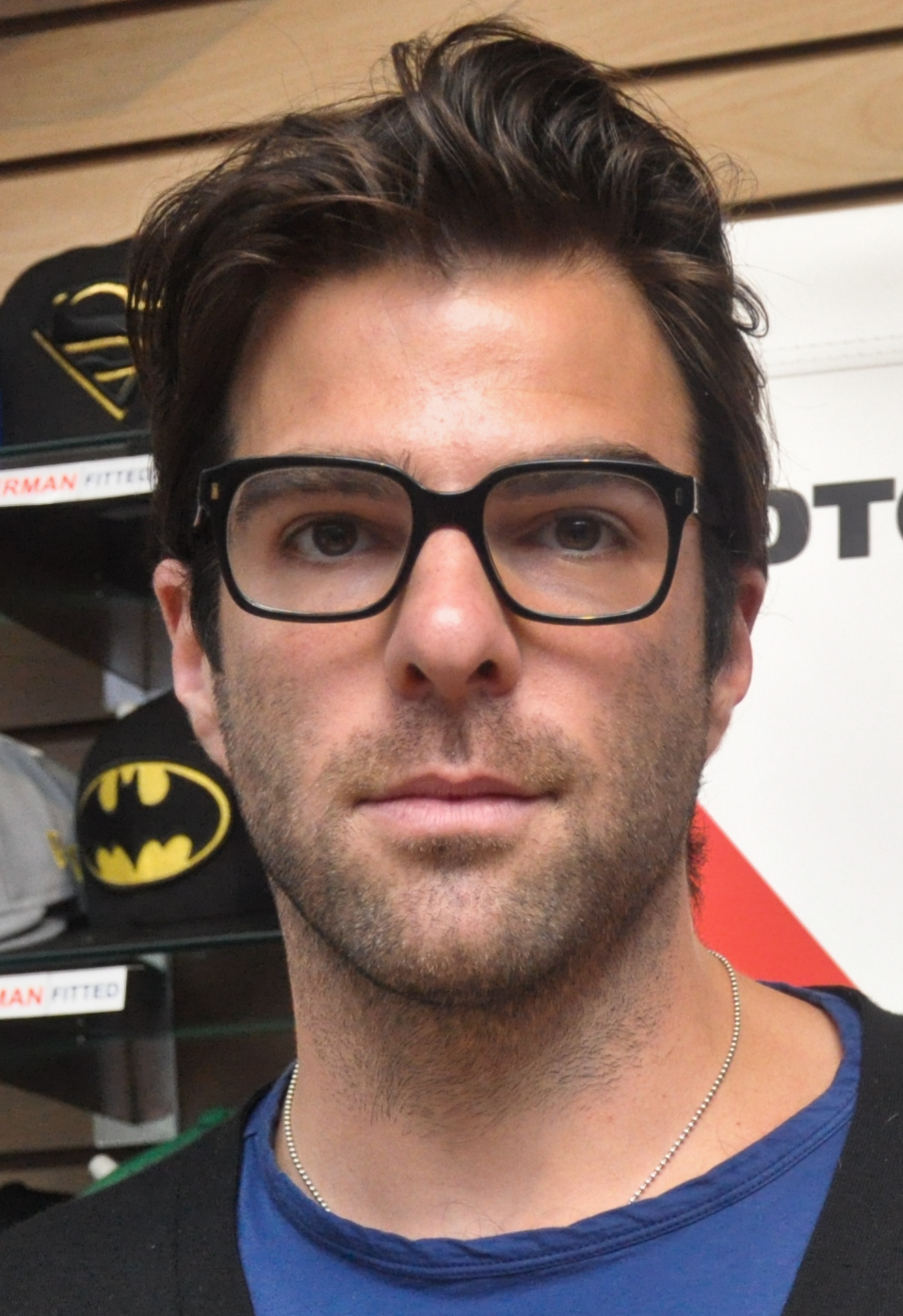
Zachary Quinto al Midtown Comics Downtown nel maggio del 2011

La prima apparizione di Quinto fu nella mini serie televisiva The Others. Frequentemente appare come guest star in telefilm statunitensi come CSI - Scena del crimine, Il tocco di un angelo, Streghe, Six Feet Under, Joan of Arcadia e Lizzie McGuire.
Nel 2004 è apparso nella terza stagione di 24 nel ruolo di un esperto di computer, Adam Kaufman. È apparso in tutti gli episodi meno che uno. Nel 2006 Quinto ha interpretato il ruolo di Sasan nel telefilm So Notorious e successivamente ha firmato un contratto per recitare nella serie televisiva della NBC, Heroes nel ruolo del serial killer Gabriel "Sylar" Gray.
Nel 2007 è stato inserito dalla rivista People tra gli uomini viventi più sexy del pianeta. Il 23 luglio dello stesso anno è stato scritturato nel ruolo del giovane Spock nell'undicesima pellicola di Star Trek.
Durante un'intervista del 2009 J. J. Abrams disse su Quinto: "Zachary rompe la gravità e ha un grandissimo senso dell'umorismo, questa è una fantastica combinazione, perché il carattere di Spock è decisamente complicato. La rivelazione l'ho avuta guardando il film, quando vedo quella sequenza di inquadrature, capisco quanto lui sia straordinario".
Nel 2008 in collaborazione con amici di lunga data, Corey Moosa e Neal Dodson, si forma un'impresa multimediale la "Before The Door Pictures". La BTD propone una vasta lista di progetti sviluppati nel cinema, televisione, web e graphic novel. La BTD ha prodotto il film Margin Call, presentato in anteprima al Sundance Film Festival 2011 e alla 61ª edizione del Festival di Berlino.
Nel 2011 inizia a collaborare con Ryan Murphy nella serie American Horror Story. Recita nella prima stagione, nella quale interpreta Chad, un ex proprietario della casa in cui si svolge la trama principale, tuttavia ha un ruolo comunque marginale; nella seconda stagione, invece, è il dottor Oliver Thredson, uno dei personaggi principali. Per la sua interpretazione del dottor Thredson riceve una nomination agli Emmy come miglior attore non protagonista e conquista una vittoria ai Critics' Choice Television Award nella medesima categoria.
Nel 2018 è protagonista a Broadway del musical The Boys in the Band, in scena al Booth Theatre dal 28 aprile all'11 agosto. Prodotta da Ryan Murphy, questo allestimento celebra il cinquantesimo anniversario di The Boys in the Band e il cast comprende Jim Parsons (Michael), Andrew Rannells (Larry), Charlie Carver (Cowboy), Tuc Watkins (Hank) e Matt Bomer (Donald) con la regia di Joe Mantello.

## Vita privata
Nell'ottobre del 2011, durante un'intervista al New York Magazine, Quinto ha fatto coming out dichiarando pubblicamente la propria omosessualità. Durante l'intervista, Quinto ha spiegato di aver deciso di dichiarare il proprio orientamento sessuale dopo il suicidio del quattordicenne Jamey Rodemeyer, che è stato vittima di atti di bullismo a causa del proprio orientamento sessuale. Nel 2012 inizia una relazione con l'attore Jonathan Groff, conclusasi nel 2013. A giugno 2013 si fidanza con il modello Miles McMillan, relazione poi terminata a gennaio 2019.

## Filmografia

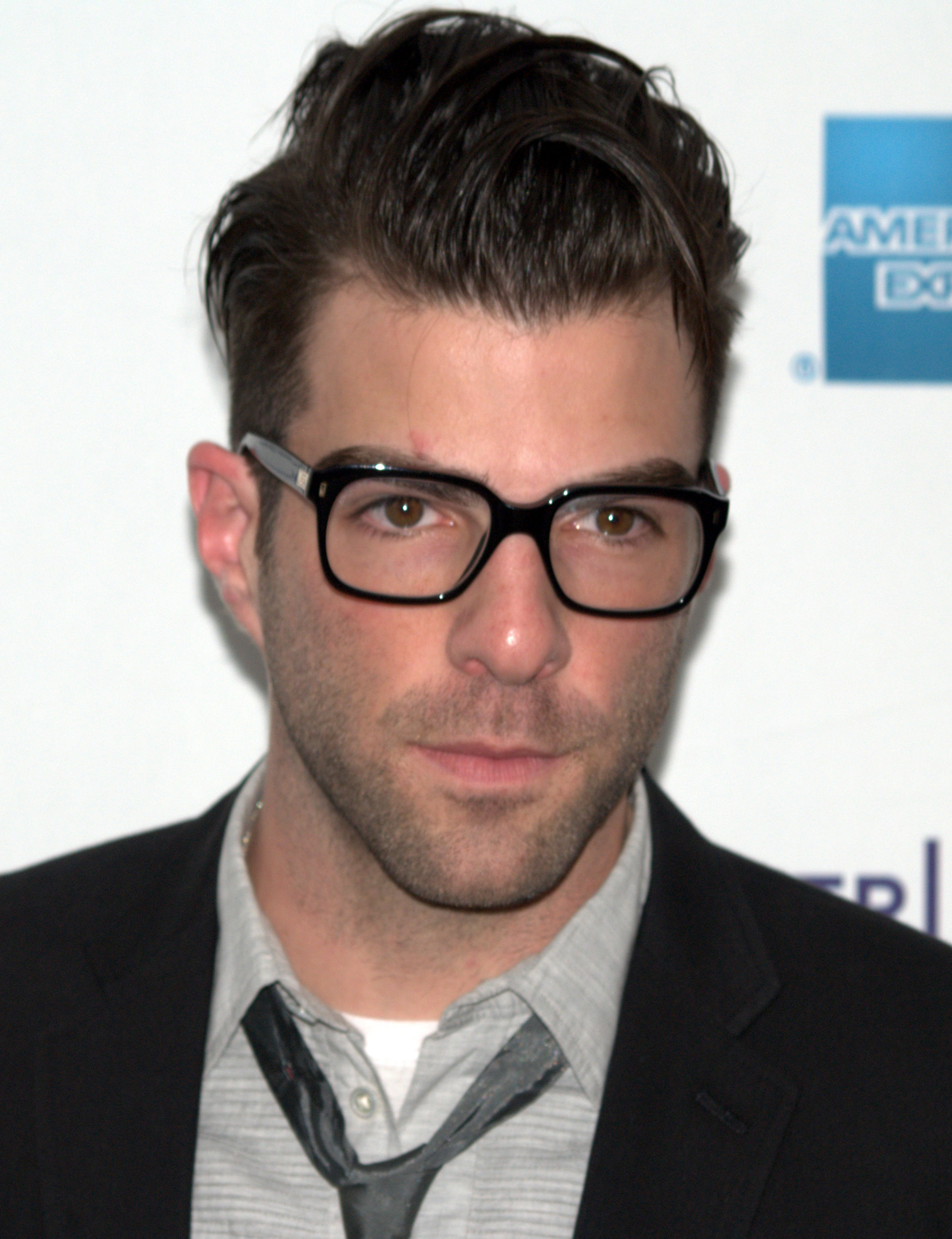
Zachary Quinto al Tribeca Film Festival 2009

### Attore

#### Cinema
- Star Trek, regia di J. J. Abrams (2009)
- Margin Call, regia di J. C. Chandor (2011)
- (S)Ex List (What's Your Number?), regia di Mark Mylod (2011)
- Girl Walks Into a Bar, regia di Sebastian Gutierrez (2011)
- Into Darkness - Star Trek (Star Trek Into Darkness), regia di J. J. Abrams (2013)
- I Am Michael, regia di Justin Kelly (2015)
- Hitman: Agent 47, regia di Aleksander Bach (2015)
- Tallulah, regia di Sian Heder (2016)
- Snowden, regia di Oliver Stone (2016)
- Star Trek Beyond, regia di Justin Lin (2016)
- Hotel Artemis, regia di Drew Pearce (2018)
- High Flying Bird, regia di Steven Soderbergh (2019)
- The Boys in the Band, regia di Joe Mantello (2020)
- He Went That Way, regia di Jeffrey Darling (2023)
- Basso profilo (Down Low), regia di Rightor Doyle (2023)
- Long Distance - Senza ossigeno (Long Distant), regia di Will Speck e Josh Gordon (2025)

#### Televisione
- The Others – serie TV, episodio 1x02 (2000)
- Così è la vita (That's Life) – serie TV, episodio 1x19 (2001) – non accreditato
- Il tocco di un angelo (Touched by an Angel) – serie TV, episodio 8x09 (2001)
- An American Town, regia di Rob Schmidt – film TV (2001)
- CSI - Scena del crimine (CSI: Crime Scene Investigation) – serie TV, episodio 2x21 (2002)
- Off Centre – serie TV, episodio 1x21 (2002)
- Lizzie McGuire – serie TV, episodio 2x18 (2002)
- The Agency – serie TV, episodio 2x02 (2002)
- Six Feet Under – serie TV, episodio 3x03 (2003)
- Streghe (Charmed) – serie TV, episodio 5x18 (2003) – non accreditato
- Miracles – serie TV, episodio 1x08 (2003)
- 24 – serie TV, 23 episodi (2003-2004)
- Dragnet – serie TV, episodio 2x07 (2004)
- Hawaii – serie TV, episodio 1x06 (2004)
- Joan of Arcadia – serie TV, episodio 2x07 (2004)
- Blind Justice – serie TV, episodio 1x09 (2005)
- Crossing Jordan – serie TV, episodio 5x12 (2006)
- Twins – serie TV, episodio 1x15 (2006)
- So Notorious – serie TV, 10 episodi (2006)
- Heroes – serie TV, 60 episodi (2006-2010)
- Robot Chicken – serie animata, episodio 3x17 – voce (2008)
- American Horror Story – serie TV, 24 episodi (2011-2013, 2022-2023)
- The Slap – serie TV, 8 episodi (2015)
- Girls – serie TV, episodi 4x07-4x09 (2015)
- Hannibal – serie TV, episodi 3x01-3x10 (2015)
- Unbreakable Kimmy Schmidt – serie TV, episodio 4x11 (2019)
- NOS4A2 – serie TV, 20 episodi (2019-2020)

#### Cortometraggi
- Boutonniere, regia di Coley Sohn (2009)
- Hostage: A Love Story, regia di Hank Nelken (2009)
- Before After, regia di Victor Quinaz (2010)
- Before After II, regia di Victor Quinaz (2010)

### Doppiatore
- Invincible – serie animata, 8 episodi (2021)

### Produttore
- Buddy 'n' Andy, regia di Shaun Peterson – cortometraggio (2008)
- Bordeaux, regia di Dave Schwep – cortometraggio (2008)
- Hostage: A Love Story, regia di Hank Nelken – cortometraggio (2009)
- Before After, regia di Victor Quinaz – cortometraggio (2010)
- Before After II, regia di Victor Quinaz – cortometraggio (2010)
- Forefathers, regia di Victor Quinaz – cortometraggio (2010)
- Hags, regia di Victor Quinaz – cortometraggio (2010)
- Margin Call, regia di J. C. Chandor (2011)
- Breakup at a Wedding, regia di Victor Quinaz (2013)
- All Is Lost - Tutto è perduto, regia di J. C. Chandor (2013)
- Banshee Chapter - I files segreti della CIA (Banshee Chapter), regia di Blair Erickson (2013)

## Teatro
- Angels in America di Tony Kushner, regia di Michael Greif. Signature Theatre dell'Off-Broadway (2010)
- Lo zoo di vetro di Tennessee Williams, regia di John Tiffany. ART di Cambridge, Booth Theatre di Broadway (2013)
- Smokefall di Noah Haidle, regia di Anne Kauffman. Lucille Lortel Theatre dell'Off-Broadway (2016)
- The Boys in the Band di Mart Crowley, regia di Joe Mantello. Booth Theatre di Broadway (2018)
- Chi ha paura di Virginia Woolf? di Edward Albee, regia di Gordon Greenberg. Gil Cates Theatre di Los Angeles (2022)
- Best of Enemies di James Graham, regia di Jeremy Herrin.Noël Coward Theatre di Londra (2022)

## Premi
- 1994: Gene Kelly Award al miglior attore non protagonista – The Pirates of Penzance
- 2007: TV Land Award for Future Classic Award – Heroes
- 2009: Nomination Critics' Choice Award al miglior cast corale – Star Trek
- 2009: Boston Society of Film Critics al miglior cast – Star Trek
- 2009: Nomination Washington D.C. Area Film Critics Association al miglior cast – Star Trek
- 2010: Nomination People's Choice Awards al miglior attore – Star Trek
- 2011: Theatre World Award – Angels in America
- 2011: Nomination Drama Desk Award al miglior attore – Angels in America
- 2011: Nomination Gotham Awards for Best Ensemble Performance – Margin Call
- 2011: Nomination Phoenix Film Critics Society for Best Ensemble Acting – Margin Call
- 2012: Nomination Central Ohio Film Critics Association Award for Best Ensemble – Margin Call
- 2012: Nomination AACTA Awards, AACTA International Award for Best Film – Margin Call
- 2012: Independent Spirit Award per il miglior film d'esordio – Margin Call
- 2012: Robert Altman Award – Margin Call
- 2012: Nomination Saturn Award al miglior attore non protagonista – American Horror Story
- 2013: Critics' Choice Television Award al miglior attore non protagonista – American Horror Story
- 2013: Nomination Emmy Awards al miglior attore non protagonista – American Horror Story

## Doppiatori italiani
Nelle versioni in italiano delle opere in cui ha recitato, Zachary Quinto è stato doppiato da:
- Alessio Cigliano in Heroes, Star Trek, Into Darkness - Star Trek, Hannibal, Hitman: Agent 47, The Slap, Tallulah, Snowden, Star Trek Beyond, NOS4A2
- Emiliano Coltorti in Margin Call, Unbreakable Kimmy Schmidt
- Francesco Venditti in (S)Ex List, High Flying Bird
- Enrico Pallini in 24
- Simone D'Andrea in So Notorious
- Fabrizio Vidale in American Horror Story
- Fabio Boccanera in Hotel Artemis
- Simone Leonardi in The Boys in the Band
- Nanni Baldini in Il tocco di un angelo
- Francesco Bulckaen in Little America

Da doppiatore è stato sostituito da:
- Emiliano Coltorti in Invincible
- Federico Viola in Big Mouth
- Alessio Cigliano in La famiglia Proud: più forte e orgogliosa